# Oh, Canada
Pour plus de détails, voir Fiche technique et Distribution.
Oh, Canada est un film américain réalisé par Paul Schrader, sorti en 2024. Il s'agit de l'adaptation de Foregone, roman de Russell Banks publié en 2021.
Le film est présenté en compétition officielle au Festival de Cannes 2024.

## Synopsis
À la fin des années 1960, Leonard Fife s'est réfugié au Canada après avoir fui les États-Unis pour ne pas participer à  la guerre du Viêt Nam. À Montréal, il deviendra un cinéaste reconnu et une figure importante de la gauche en révélant plusieurs affaires de corruption. Aujourd'hui, alors qu’il est atteint par un cancer incurable, il accepte d’accorder une ultime interview à l’un de ses disciples, Malcolm MacLeod, afin de livrer tous ses secrets et de revenir sur sa vie.

## Fiche technique
Sauf indication contraire, les informations mentionnées dans cette section peuvent être confirmées par la base de données cinématographiques IMDb,  présente dans la section « Liens externes ».
- Titre : Oh, Canada
- Réalisation : Paul Schrader
- Scénario : Paul Schrader, d'après le roman Oh Canada (Foregone, 2021) de Russell Banks
- Direction artistique : Jurasama Arunchai
- Décors : Deborah Jensen
- Costumes : Aubrey Laufer
- Musique : n/a
- Montage : n/a
- Photographie : Andrew Wonder
- Production : Meghan Hanlon et Scott LaStaiti
  - Production exécutive : Steve Demmler et Judd Ehrlich
- Société de production : Forgeons Film PSC
- Société de distribution : ARP Sélection (France)[2]
- Pays de production :  États-Unis
- Langue originale : anglais
- Format : couleur
- Genre : drame
- Durée : 95 minutes
- Dates de sortie :
  - France : 18 mai 2024 (festival de Cannes) ; 18 décembre 2024 (sortie nationale)[2]
  - États-Unis : 6 décembre 2024 (sortie nationale)

## Distribution
- Richard Gere : Leonard Fife
- Jacob Elordi : Leonard Fife jeune
- Uma Thurman : Emma / Gloria
- Victoria Hill : Diana
- Michael Imperioli : Malcolm
- Kristine Froseth : Alicia Fife
- Caroline Dhavernas : Renee
- Penelope Mitchell : Sloan Ambrose / Amy
- Peter Hans Benson : Benjamin Chapman
- Gregory Connors : Looper
- Cornelia Guest : Jessie Chapman
- Dylan Flashner : Charles
- Ryan Woodle : Jimmy
- Megan MacKenzie : Amanda Clarke
- Gary Hilborn : le révérend Stephen Stillwell
- Jean Brassard : le juge Uhlig
- Zach Shaffer : Cornel Fife Sr.
- Orlagh Cassidy : Sarah Fife
- Jake Weary : Stanley Reinhart

## Production

### Genèse et développement
En avril 2023, Paul Schrader annonce que son prochain film sera l'adaptation de Foregone, roman de Russell Banks publié en 2021. Le titre original du film, Oh, Canada, reprend celui de la traduction française du roman.
Schrader avait déjà adapté Banks : Affliction, publié en 1989, est sorti en salle sous le même titre en 1997.

### Attribution des rôles
Pour le rôle principal, le réalisateur choisit Richard Gere qu'il a dirigé dans American Gigolo, sorti en 1980.
En septembre 2023, Jacob Elordi et Uma Thurman rejoignent la distribution, puis en décembre Kristine Froseth et Michael Imperioli.

### Tournage
Le tournage se déroule à Montréal et New York, avec une dérogation du syndicat des acteurs pendant la grève SAG-AFTRA de 2023.

## Sortie et accueil

### Accueil critique
En France, le site Allociné donne une moyenne de 3,3⁄5, d'après l'interprétation de 30 critiques de presse.
Le critique Enrique Seknadje considère le film comme l'un des meilleurs de l'année 2024. Il écrit à son propos : "Tel un autoportrait intime, Schrader évoque son rapport à la maladie, à la mort, avec une extrême sensibilité, mais avec détermination et cruauté, et dans une magnifique impudeur – comme Emma à propos de son mari, on peut parler d’« autopsie »"  .

## Distinctions

### Sélection
- Festival de Cannes 2024 : sélection officielle, en compétition